# 배음

이상적인 스트링의 진동 유형. 스트링의 길이가 정수배로 나뉘어 f, 2f, 3f, 4f 등과 같은 고조파 부분음들을 만들어 낸다. (f는 기음의 진동수)

배음(倍音)은 하나의 음을 구성하는 여러 부분음들 중, 기본음(基本音)보다 높은 정수배의 진동수를 갖는 모든 상음(上音)들을 가리키는 말이다. 오버톤(overtone)이라고도 한다.

## 같이 보기
- 고조파
- 순정률